# Endochironomus altaica
Endochironomus altaica är en tvåvingeart som beskrevs av Kruglova 1940. Endochironomus altaica ingår i släktet Endochironomus och familjen fjädermyggor. Inga underarter finns listade i Catalogue of Life.